# The Artist and the Brute
Pour plus de détails, voir Fiche technique et Distribution.
The Artist and the Brute est un film muet américain réalisé par Henry MacRae et sorti en 1913.

## Fiche technique
- Réalisation : Henry MacRae
- Scénario : Otto Breitkreutz
- Production : William Selig
- Date de sortie : 
  - États-Unis : 7 février 1913

## Distribution
- Kathlyn Williams : Alice Atkins
- Hobart Bosworth : Barker
- Al Ernest Garcia : Hortez
- Lorraine Otto
- Charles Bennett
- Wheeler Oakman